# Katya Wyeth
Katya Wyeth (* 1. Januar 1948 in Deutschland) ist eine US-amerikanische Schauspielerin.

## Leben
Wyeth begann ihre Schauspielkarriere 1968, nachdem sie zuvor nach England gezogen war. Ihr Filmdebüt hatte sie einer kleinen Nebenrolle in der US-amerikanischen Filmkomödie Inspektor Clouseau mit Alan Arkin in der Titelrolle, die zum Teil in Europa gedreht wurde. 1969 trat sie in zwei Folgen der Serie Monty Python’s Flying Circus auf, beide Male mit demselben Text (But it's my only line). Im selben Jahr hatte sie Gastauftritte in den Krimiserien Mit Schirm, Charme und Melone und Randall & Hopkirk – Detektei mit Geist.
Anfang der 1970er Jahre spielte sie in drei Horrorfilm-Produktionen der Hammer-Studios; Draculas Hexenjagd, Hände voller Blut und Ehe der Morgen graut. In Stanley Kubricks Uhrwerk Orange ist sie am Ende des Films in einer Traumsequenz mit dem Hauptdarsteller Malcolm McDowell zu sehen. Erst 1972 hatte sie im britischen Mystery-Thriller Ehe der Morgen graut eine größere Rolle. Bis 1977 spielte sie weitere Gastrollen, danach zog sie sich aus dem Filmgeschäft zurück.

## Filmografie (Auswahl)
- 1968: Inspektor Clouseau (Inspector Clouseau)
- 1969: Mit Schirm, Charme und Melone (The Avengers)
- 1969: Monty Python’s Flying Circus
- 1969: Randall & Hopkirk – Detektei mit Geist (Randall and Hopkirk (Deceased))
- 1969: Unter der Treppe (Staircase)
- 1971: Draculas Hexenjagd (Twins of Evil)
- 1971: Hände voller Blut (Hands of the Ripper)
- 1971: Uhrwerk Orange (A Clockwork Orange)
- 1972: Ehe der Morgen graut (Straight on Till Morning)
- 1974: Ohne Hemd und ohne Höschen – Der Fensterputzer (Confessions of a Window Cleaner)
- 1976: Die Füchse (The Sweeney)
- 1977: Mondbasis Alpha 1 (Space: 1999)